# Attributsatz
Ein Attributsatz ist in der Grammatik ein Nebensatz, der die Funktion eines Attributs (in einem engeren Sinn) hat, also von einem Substantiv oder einer Substantivgruppe (Nominalphrase) abhängt.
Nebensätze, die von einem Adjektiv abhängen, entsprechend einem weiter gefassten Begriff von Attribut, finden sich in der Literatur unter Attributsätzen in der Regel nicht.

## Formen der Attributsätze

### Relativsätze
Ein häufiger Fall von Attributsätzen sind Relativsätze, jedoch sind nicht alle Relativsätze Attribute (sondern sie kommen auch als freie oder als weiterführende Relativsätze vor).
Beispiele
- „Lange stand Julian auf der Holzbrücke, die von der Landstraße zum Dorf führte.“ („die von der Landstraße zum Dorf führte“ ist der Attributsatz, der sich auf „die Holzbrücke“ bezieht.)
- „Der Ort, in dem ich geboren bin, liegt am Meeresufer, wo der Rhein ausmündet.“
- „Er staunt über die Art, wie sie sich aus der Affäre zieht.“ („wie sie sich aus der Affäre zieht“ ist ein Relativsatz mit Relativadverb, der von „Art“ abhängt).

### Konjunktional- und Fragesätze
Je nach Bedeutung eines Substantivs können auch Inhaltssätze von ihm abhängen, so wie sie auch als Ergänzung bedeutungsähnlicher Verben vorkommen:
Beispiele
- „Die Behauptung, dass die Sonne um die Erde kreist, wird nur noch von ganz wenigen vertreten.“ (vgl.: „Wenige Leute behaupten, dass …“).
- „Die Frage, warum er sich auf die Stelle bewirbt, konnte er nicht überzeugend beantworten.“  (vgl.: „Man fragte ihn, warum …“)

### Verbzweit-Attributsätze
Sogenannte uneingeleitete Nebensätze, das heißt Nebensätze mit Verbzweit-Stellung, können ebenfalls als Attribute nach bestimmten Substantiven erscheinen:
Beispiel
- „Die Behauptung, alle Attributsätze hätten Verb-Endstellung, ist nicht richtig.“

## Stellung im Satz
Eine Besonderheit von Attributsätzen ist, dass sie, im Gegensatz zu den meisten anderen Attributen, sehr leicht ans Satzende (ins Nachfeld) ausgelagert werden können – sie werden dadurch von ihrem Bezugswort getrennt:
Beispiel
- „Ein Relativsatz kann von dem Substantiv getrennt werden, auf das er sich bezieht.“